# 皮德加洛
50°55′28″N 26°43′51″E / 50.92444°N 26.73083°E
皮德加洛（烏克蘭語：Підгало），是烏克蘭西北部的村莊，隸屬里夫內州的里夫內區。該村始建於1920年，面積0.13平方公里，海拔高度175米，2001年人口88，人口密度每平方公里876.9人。